# Cantó de Saint-Max
El cantó de Saint-Max és un cantó francès del departament de Meurthe i Mosel·la, situat al districte de Nancy. Té 3 municipis i el cap és Saint-Max.

## Municipis
- Dommartemont
- Essey-lès-Nancy
- Saint-Max

## Història
| Data d'elecció                           | Identitat            | Partit | Qualitat |
| ---------------------------------------- | -------------------- | ------ | -------- |
| 1973-1982                                | Job Durupt           | PS     |          |
| 1982-2001                                | Jean-Luc Riethmuller | UDF    |          |
| 2001-                                    | Louis Causero        | UMP    |          |
| les dades anteriors no són pas conegudes |                      |        |          |
|                                          |                      |        |          |

## Demografia
| A partir de 1990: Població sense dobles comptes |